# Carisseae
Carisseae és una tribu de la subfamília de les Rauvolfioideae que pertany a la família de les Apocynaceae. Comprèn dos gèneres: Acokanthera i Carissa.